# 53-й егерский полк
53-й егерский полк

## Формирование и кампании полка
11 июня 1813 года из запасных батальонов Курского пехотного и 39-го егерского полков с дополнением их рекрутами был сформирован 53-й егерский полк, 30 августа 1815 года переименованный в 20-й егерский.
В мае 1828 года, в составе 3-го пехотного корпуса, полк прибыл в Болград на усиление войск, действовавших против турок в Европейской Турции. 27 мая, совершив форсированную переправу через Дунай при Сатунове, полк был назначен для обложения крепости Исакчи. 25 июня в составе передового отряда полк имел дело под Базарджиком и занял этот город. Затем, составляя отдельный отряд, полк был послан для разведки турок в горах близ Мадарду.
Часть полка участвовала в блокаде Варны. Будучи назначен на усиление блокадного корпуса, полк был окружён турками, но после упорного боя пробился. Прибыв к Варне, при Куртепе, полк, в составе отряда принца Вюртембергского, был атакован войсками Омер-Врионе-паши, в течение нескольких часов удерживал свои позиции, но вследствие больших потерь принуждён был отступить.
В январе 1829 года полк был расположен в деревне Праводы, а с 17 мая составлял гарнизон Правод, обложенных турками, и неоднократно отличался в делах и стычках. По снятии турками осады полк преследовал их до Марковчинских высот.
В 1831 году полк участвовал в усмирении польского восстания и наиболее отличился в бою при Боремле.
28 января 1833 года 20-й (бывший 53-й) егерский полк был присоединён к Нижегородскому пехотному полку и составил его 3-й, 4-й и 6-й батальоны.
6 апреля 1863 года из 4-го, 5-го и 6-го батальонов Нижегородского пехотного полка был сформирован Нижегородский резервный пехотный полк, который 13 апреля того же года наименован Камским пехотным. В этом последнем полку было сохранено старшинство и знаки отличия 20-го (бывшего 53-го) егерского полка.

## Знаки отличия полка
Из знаков отличия полк имел полковое Георгиевское знамя с надписью «За оборону Правод против Турецкой армии в 1829 г.», пожалованное 6 апреля 1830 г.; также при расформировании батальоны 20-го полка получили знаки на головные уборы для нижних чинов с надписью «За отличие», пожалованные для уравнения в правах с батальонами Нижегородского полка.

## Шефы полка
- 01.10.1814 — 22.06.1815 — полковник граф Орфенго, Фердинанд Осипович

## Командиры полка
- 22.06.1815 — 26.06.1816 — полковник граф Орфенго, Фердинанд Осипович
- 26.06.1816 — 30.08.1823 — полковник Морозов, Иван Семёнович